# Émile Legouis
Émile Hyacinthe Legouis né le 31 octobre 1861 à Honfleur et mort le 10 octobre 1937 à Dijon est un professeur de lettres, traducteur et angliciste français.

## Carrière

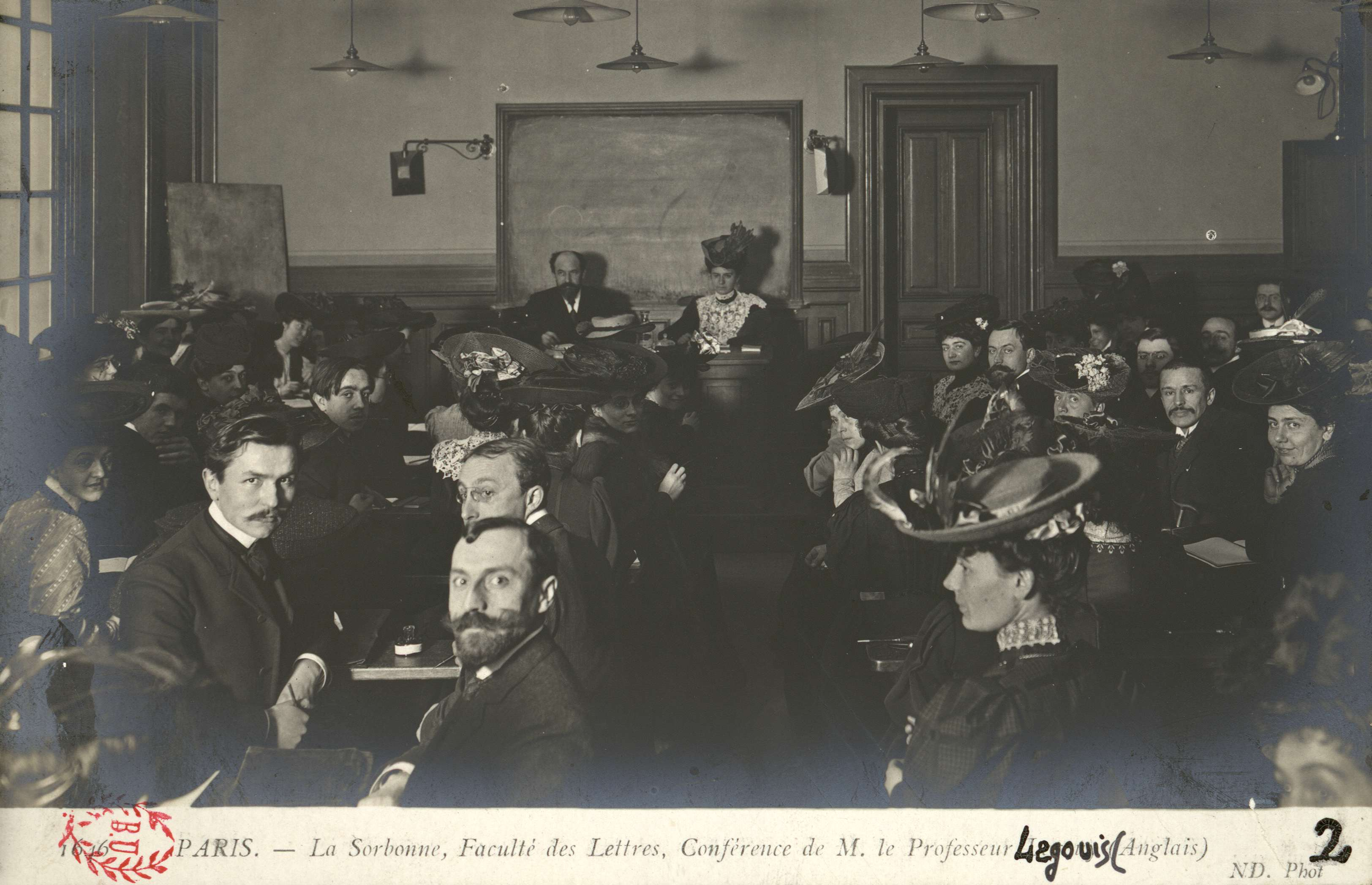
Conférence d'Emile Legouis à la Sorbonne, Bibliothèque de la Sorbonne, NuBIS

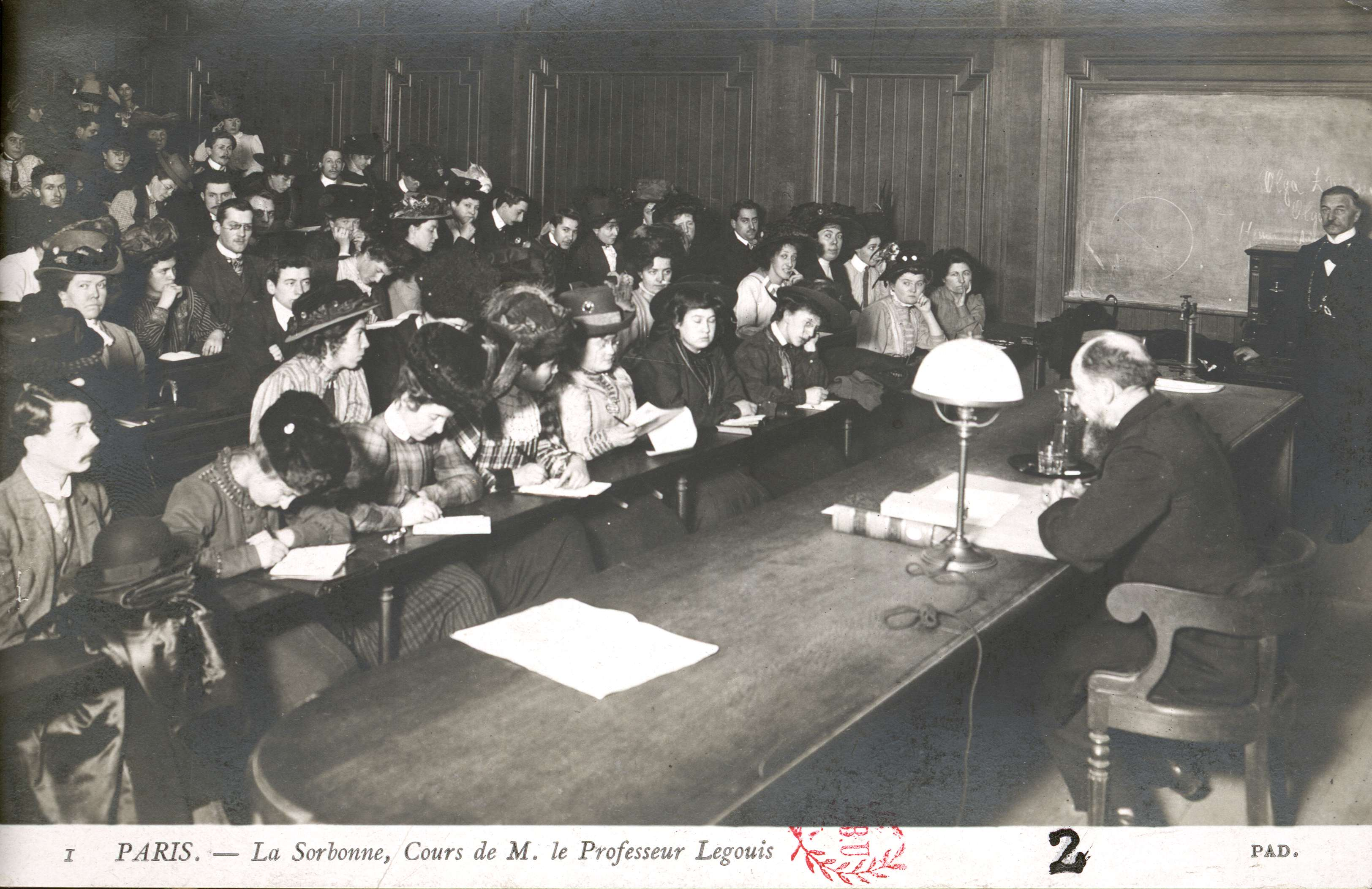
Carte postale d'un cours d'Emile Legouis dans l'amphithéâtre Descartes de La Sorbonne.

Fils d'un mercier, membre d'une fratrie de cinq enfants, il commence sa carrière en enseignant une année au collège d'Avranches. Élève de l'ENS de la rue d'Ulm en 1883, il est reçu ensuite premier à l'agrégation d'anglais en 1885. Il sera ensuite nommé maitre de conférences de langue et littérature anglaises à l'université de Lyon. Entre 1904 et 1932, il enseigne la langue et littérature anglaises à la Sorbonne d'abord en étant chargé de cours en 1904 puis étant professeur en 1906 et il obtient la chaire en 1919. En 1920, il est également assesseur du doyen. 
Il est considéré comme l'un des anglicistes français les plus significatifs, fondateur d'une école française d'études anglaises et co-auteur, avec Louis Cazamian (1877-1965), d'une Histoire de la Littérature anglaise dont il rédige le premier volume consacré à la période s'étendant jusqu'à 1660. Avec le temps, cette œuvre s'imposera comme ouvrage de référence. Il s'intéresse moins à la théorie littéraire, et se concentre au contraire, selon René Wellek (Histoire de la Critique littéraire, Tome 3), sur l'interprétation et l'Esprit du Poète. Il s'intéresse notamment aux poètes William Wordsworth (dès 1896, avec une étude de The Prelude, dans La Jeunesse de Wordsworth), Geoffrey Chaucer et Edmund Spenser. Dans sa Défense de la poésie française à l'usage des lecteurs anglais de 1912, il se pose en héraut de la littérature française à son avis sous-estimée des Anglais. Dans ses analyses de la littérature anglaise, il met également en avant des références françaises, par exemple lorsqu'il pense reconnaître une certaine bonne humeur française dans la Suite des Troubadours de Chaucer, ou dans sa critique de l'usage excessif du lyrisme dans l'œuvre de Shakespeare (dont il publie une sélection à Paris, en 1899).
Il est l'un des auteurs et le superviseur d'une traduction française collective des Contes de Canterbury de Chaucer (1908) (prix Langlois de l’Académie française en 1907 et 1909) et en 1928, d'une anthologie des poèmes de Wordsworth qu'il traduit en français.
Il collabore également avec plusieurs revues telles que les Études anglaises, la Revue anglo-américaine, la Revue germanique, la Revue critique, la Revue universitaire. 
Émile Legouis est fait chevalier de la Légion d'honneur en 1912. 
On compte au nombre de ses élèves Caroline Spurgeon (1869-1942) et René Huchon (1872-1940).

## Famille
Le 21 novembre 1891, il épouse Claire Chambard, une petite fille du médecin, botaniste et député-maire de Lyon  Jacques Hénon (1802-1872). Le couple aura quatre enfants parmi lesquels l'aîné, Pierre (né en 1892) deviendra professeur à la faculté de lettres de Lyon et le quatrième, une fille prénommée Henriette (née en 1897), sera comme son père agrégée d'anglais et professeur dans des lycées de jeunes filles Elle épousera, en 1927 Georges Connes (1890-1974) également professeur de lettres anglaises qui sera ensuite un résistant célèbre, homme politique et bref prédécesseur du chanoine Kir à la mairie de Dijon en 1944 et 1945.

## Publications
- La Jeunesse de Wordsworth, 1896 (traduction anglaise : Early Life of William Wordsworth, Londres, Dent, 1897 ; réimpression 1971 (lire en ligne).

Prix Sobrier-Arnould de l’Académie française en 1897.
- Geoffrey Chaucer, Paris, 1910, traduction anglaise : Londres, Dent, New York, Dutton, 1913, New York, Russell and Russell, 1961 (lire en ligne).

Prix Montyon de l’Académie française en 1911.
- William Wordsworth and Annette Vallon, 1922, Hamden (Connecticut), Archon Books, 1967 (lire en ligne).
- Spenser, Londres, 1923, Traduction anglaise : New York, 1926 ; Norwood Editions, 1976 ;

Prix Marcelin Guérin de l’Académie française en 1924.
- Wordsworth in a new light, Harvard University Press, Oxford University Press, 1923 ; Norwood Editions, 1977.
- avec Louis Cazamian : Histoire de la littérature anglaise, Volume 1 (jusqu'en 1660), 1924, traduction anglaise : History of English literature, Volume 1 (The Middle Ages and the Renascence (650-1660)), New York, Macmillan, 1964,  Londres, Dent, 1971.
- (en) Short history of English literature, Oxford University Press, 1934.